# 옥사나 예르마코바
옥사나 이바노브나 예르마코바(러시아어: Окса́на Ива́новна Ермако́ва, 에스토니아어: Oksana Jermakova, 1973년 4월 16일~)는 러시아의 전직 펜싱 선수로 주 종목은 에페이다. 소련, 에스토니아, 러시아 펜싱 국가대표로 활동했으며 2000년과 2004년 하계 올림픽에서 여자 에페 단체전 금메달을 획득했다. 또한 세계 선수권 대회에서 금메달 2개, 동메달 3개를 획득했다.